# Suzuki Celerio
Suzuki Celerio er en personbilmodel fra den japanske bilfabrikant Suzuki, der er designet som en verdensbil til både udviklingslande og det europæiske marked. Den femdørs hatchback tilhører mikroklassen. I nogle lande, f.eks. på Filippinerne, sælges modellen Suzuki Alto under Celerio-navnet.

## Navn
Navnedelene "Cele" og "rio" kommer fra spansk og betyder sammen noget i retning af "himmelsk flod".

## Celerio i Indien
Den indiske version af Celerio produceres af Maruti Suzuki i Manesar, Indien og blev præsenteret på Auto Expo 2014 i New Delhi. Den på Thailand International Motor Expo i november 2013 præsenterede konceptbil A:Wind kan ses som forstadie.
Modellen findes med en 1,0-liters trecylindermotor samt i en version med naturgasdrift. Sikkerhedsudstyret er begrænset til ABS og to frontairbags. Som noget usædvanligt i denne klasse findes Celerio også med semiautomatisk gearkasse.

### Dieselversion
Maruti Suzuki introducerede deres nye 793 cm³-dieselmotor i Celerio den 3. juni 2015. Celerio diesel drives af Suzukis første tocylindrede motor, som yder 34 kW (46 hk) og har et maksimalt drejningsmoment på 125 Nm.
Dimensionerne er identiske med den benzindrevne version, og bortset fra dieselmotoren har modellen intet ekstraudstyr. Dieselversionen udgik igen i februar 2017.

## Celerio i Europa
Den europæiske version af Celerio produceres i Thailand, og blev første gang præsenteret på Geneve Motor Show i marts 2014. Produktionen begyndte i oktober 2014, og modellen kom til Danmark i marts 2015. Modellen adskiller sig fra den indiske version gennem det i Europa påkrævede sikkerhedsudstyr (op til seks airbags, ESP og dæktrykskontrolsystem). Modellen findes kun med en 1,0-liters trecylindermotor med 50 kW (68 hk). Den dyrere Eco+-version er udstyret med et indsprøjtningssystem med to dyser pr. cylinder ("Dualjet") og start/stop-system, som sammen med et ca. 10 mm sænket karrosseri reducerer normforbruget til 3,6 liter/100 km. Ligesom den indiske version findes modellen også med semiautomatisk gearkasse.
Celerio udgår i sommeren 2020.

### Udstyrsvarianter
Celerio findes i tre udstyrsvarianter:
- Basic
- Club med bl.a. klimaanlæg og cd-afspiller
- Comfort, som Club samt bl.a. tågeforlygter og alufælge

### Tekniske data
Motoren er monteret fortil på tværs og driver forhjulene gennem et langt udvekslet femtrinsgearkasse. Forhjulene er enkeltvist ophængt på MacPherson-fjederben med tværled. Forhjulene er udstyret med indvendigt ventilerede skivebremser og baghjulene med tromlebremser. Styretøjet er af tandstangstypen med elektrisk servostyring.
|                                                | 1.0                             |
| Byggeår                                        | 2014 / 2016-                    |
| Motordata                                      |                                 |
| Motorkode                                      | K10B / K10C                     |
| Motortype                                      | R3-benzinmotor                  |
| Antal ventiler pr. cylinder                    | 4                               |
| Ventilstyring                                  | DOHC, kæde                      |
| Fødesystem                                     | Multipoint                      |
| Trykladning                                    | –                               |
| Køling                                         | Vandkøling                      |
| Boring × slaglængde                            | 73,0 × 79,5 mm                  |
| Slagvolume                                     | 998 cm³                         |
| Kompressionsforhold                            | 11,0:1                          |
| Maks. effekt ved omdr./min.                    | 50 kW (68 hk) 6000              |
| Maks. drejningsmoment ved omdr./min.           | 90 Nm 3500                      |
| Kraftoverførsel                                |                                 |
| Drivende hjul                                  | Forhjul                         |
| Gearkasse (standardudstyr)                     | 5-trins manuel                  |
| Gearkasse (ekstraudstyr)                       | 5-trins semiautomatisk          |
| Præstationer                                   |                                 |
| Topfart                                        | 155 km/t                        |
| Acceleration 0-100 km/t                        | 13,5 sek. (15,2 sek.)           |
| Brændstofforbrug pr. 100 km ved blandet kørsel | 4,3 liter [3,6 liter] Blyfri 95 |
| CO2-udslip ved blandet kørsel                  | 99 g/km [84 g/km]               |

1. ↑  Ved afvigende værdier gælder værdier i kantede parenteser for versioner med start/stop-system, og i runde parenteser for versioner med semiautomatisk gearkasse

Motoren er af fabrikanten godkendt til brug med E10-brændstof.